# トヨタ・ルークス
ルークス（RUKUS）は、トヨタ自動車が製造・販売していたトールワゴンである。

## 概要
2010年3月10日、2010年の半ばに「RUKUS」をオーストラリア市場で販売すると発表した。